# Murówka adriatycka
Murówka adriatycka (Podarcis melisellensis) – gatunek gada z rodziny jaszczurkowatych (Lacertidae).

## Występowanie
Występuje na terenie Albanii, Chorwacji, Czarnogóry, Serbii, Słowenii, północno-wschodnich Włoch oraz Bośni i Hercegowiny. Jej naturalnym środowiskiem są śródziemnomorskie lasy i tereny krzaczaste oraz obszary skaliste i pastwiska.

## Morfologia
Murówka adriatycka dorasta do 13 cm długości z czego połowa przypada na ogon.
Jaszczurki te bardzo różnią się ubarwieniem. Samce mają wyraźny ciemny, pasiasty wzór na grzbiecie, którego nie mają samice. Jaszczurki te zazwyczaj są brązowe o zielonym grzbiecie, jednak często pojawiają się osobniki w całości brązowe. Charakterystyczne dla murówek adriatyckich są ubarwienia brzucha i podgardla mogące przybrać kolory od białego, przez żółty aż do pomarańczowego. Najbardziej jaskrawe kolory mają dominujące samce.

## Rozród
Samica jednorazowo składa od dwóch do ośmiu jaj. Młode po wykluciu mają zwykle około 5 cm długości wraz z ogonem.

## Podgatunki
Wyróżnia się następujące podgatunki:
- Podarcis melisellensis aeoli (Radovanovic, 1959)
- Podarcis melisellensis bokicae (Radovanovic, 1956)
- Podarcis melisellensis curzolensis (Taddei, 1950)
- Podarcis melisellensis digenea (Wettstein, 1926)
- Podarcis melisellensis fiumanus (Werner, 1891)
- Podarcis melisellensis gigas (Wettstein, 1926)
- Podarcis melisellensis jidulae (Radovanovic, 1959)
- Podarcis melisellensis kammereri (Wettstein, 1926)
- Podarcis melisellensis kornatica (Radovanovic, 1959)
- Podarcis melisellensis lissana (Werner, 1891)
- Podarcis melisellensis melisellensis (Braun, 1877)
- Podarcis melisellensis mikavicae (Radovanovic, 1959)
- Podarcis melisellensis pomoensis (Wettstein, 1926)
- Podarcis melisellensis thetidis (Radovanovic, 1959)